# Karel Pergler
Karel Pergler (6. března 1882 Liblín – 14. srpna 1954 Washington) byl česko-americký politik, meziválečný československý diplomat a poslanec Národního shromáždění za Ligu proti vázaným kandidátním listinám.

## Biografie
Narodil se v Liblíně, ale v mládí se s rodiči přestěhoval do USA. Když mu zemřel otec, vrátil se v roce 1898 zbytek rodiny zpět do Čech. V mládí byl sociálním demokratem. V roce 1903 emigroval zpět do USA, aby se vyhnul vojenské službě. Studoval právo dálkově na Chicago-Kent College of Law a Washington College of Law a působil jako šéfredaktor tý/deníku Spravedlnost. Od roku 1908 působil jako advokát ve městě Cresco ve státě Iowa, kde pracoval až do roku 1917.
Za světové války se zapojil do aktivit československého exilu. Vítal T. G. Masaryka při jeho příjezdu do Ameriky v dubnu a květnu 1918 a stal se jedním z jeho tajemníků. Byl signatářem Pittsburské dohody, která spojovala české a slovenské krajanské hnutí v USA. Po vzniku Československa působil jako diplomat. Byl velvyslancem v USA i Japonsku. Během 20. let 20. století se postupně názorově rozcházel s představiteli Hradu a dostával se do výrazné opozice vůči československé vládě, kdy se z amerických novin na dovolené, kam byl ministerstvem odeslán, dozvěděl bez toho, že by jej ministerstvo informovalo o jeho odvolání, že na jeho místo velvyslance v Japonsku byl jmenován František Chvalkovský.
V roce 1929 byl na sjezdu formace Národní liga, kterou vedl Jiří Stříbrný, zvolen jejím místopředsedou. V té době byl ještě děkanem právnické fakulty v americkém Washingtonu. Podílel se na založení Ligy proti vázaným kandidátním listinám, která se ale roku 1930 rozpadla, když ji opustil Jiří Stříbrný. V parlamentních volbách v roce 1929 se stal poslancem Národního shromáždění za Ligu proti vázaným kandidátním listinám. Jeho mandát ale nebyl ověřen a po vleklých přezkumech byl mandátu v roce 1932 zbaven, schůzí parlamentu se nemohl účastnit již více než rok předtím. Důvodem neověření byla absence československého občanství, jelikož se Pergler nevzdal občanství USA, přičemž mezi oběma státy platila dohoda o zamezení dvojího občanství. Jako náhradník pak za něj nastoupil poslanec Otakar Nájemník. Po zbavení mandátu odešel do USA, kde trvale kritizoval politiku Hradu.
Podle údajů k roku 1931 byl profesí mimořádným vyslancem a zplnomocněným ministrem ve výslužbě v Praze. V témže roce byl coby lídr kandidátky Národní ligy zvolen ve volbách do zastupitelstva Hlavního města Prahy, kde byl na začátku ledna 1932 rovněž zbaven mandátu. Po konci své politické kariéry v Československu se vrátil do USA. Učil na různých univerzitách. Později napsal, že „všechno zlo, které bylo mi prožít, přišlo vždy z českých rukou, zatímco z rukou Američanů dostalo se mi jen toho nejlepšího.“